# Dorp aan de rivier (boek)
Dorp aan de Rivier is een streekroman van Anton Coolen die in 1934 uitgegeven is door Nijgh & Van Ditmar te Rotterdam. Het bandontwerp en de tekeningen zijn gemaakt door Hendrik Wiegersma (36e druk werd voorzien van een kaft getekend door Betty Scheer), aan wie ik de stof dank voor dit werk wordt dit boek in dankbare vriendschap opgedragen. Het boek verhaalt over het wel en wee in het dorp Lith en hoe alles verandert, onder meer ten gevolge van de Maasverbeteringswerken.

## Het verhaal
Centraal in het verhaal staat de bekwame uit Friesland afkomstige dorpsdokter Tjerk van Taeke, die zich inzet voor de eenvoudige mensen en bevriend is met de stroper Cis den Doove, welke alleen op een woonark in de Maas woont. Zij nemen elkaar regelmatig in vertrouwen en gaan ook vaak samen op jacht. Beiden zijn ze hartstochtelijk jager. 
Andere personen zijn Mammeke, een vrouw die aangetast is door syfilis, wat ze heeft opgelopen via haar man, maar waarvan ze zelf schuldbewust beweert dat het door een of andere kapitein moet zijn geweest. Haar aangetast gezicht verbergt ze onder een doek en Pale Pie, die uit bravoure de doek van haar hoofd trekt wordt dan ook door haar zoons met een bijl de schedel gekliefd.
De molen is behekst. Tot tweemaal toe ziet de molenaar hoe, in plaats van een zak graan, het zijn knecht is die via het luiwerk omhoog wordt getakeld. Een nieuwe molenaar, die beneden blijft, treft hetzelfde lot, nu voor de ogen van zijn knecht. Sprak men eerst van zelfmoord en een ongeluk, nu weet men de dader te achterhalen omdat er een worsteling heeft plaatsgehad en de boer bij de aftocht van de dijk afreed, het was de boer Noldus Maas. Over zijn motieven blijft het gissen.
Een constante in het boek is het Genootschap van den Snoek, dat regelmatig in café Moira bijeenkomt en allerlei wetenswaardigheden optekent over een enorme snoek die in het nabijgelegen wiel huist en die zich af en toe, vooral tijdens komkommertijd, manifesteert.
De dokter helpt niet alleen veel mensen, soms op spectaculaire wijze, maar hij maakt ook vijanden. Mensen die zich tegen hem keren, zoals Piet van den Oudendijk en Janus de Mert, worden systematisch getreiterd. De eerste wordt door hem de krankzinnigheid in geholpen en de tweede, waarbij maagkanker wordt geconstateerd, maakt hij zo bang dat deze uiteindelijk een groot bedrag van zijn erfenis aan de pastoor schenkt om aldus zijn zaligheid af te kopen.
Tjerks vrouw, van wie hij zielsveel hield, is ondertussen gestorven en hij troost zich met de werken van Erasmus en Voltaire. Terwijl de Maasverbeteringswerken een aanvang nemen, worden voorbereidingen getroffen voor Tjerks 25-jarig jubileum. De gemeenteraad besluit een enveloppe met duizend gulden aan hem te schenken maar bereidt tevens zijn eervol ontslag voor. Dit verraad lekt uit door toedoen van Sjef de Smid, die door de dokter heel goed geholpen is, en de feestvreugde wordt dan ook verstoord doordat de dokter de enveloppe met inhoud voor het aanschijn van de feestcommissie verbrandt.
Daarop biedt de dokter uit zichzelf zijn ontslag aan. Hij vertrekt uit het dorp en het doktershuis wordt tot de grond toe afgebroken.
Ook de snoek vertrekt. Het wiel wordt gedempt in het kader van de Maasverbetering en de snoek springt over de dijk de Maas in, om nooit meer terug te keren. Niets zal meer zijn zoals het ooit geweest was.

## Heden
Het doktershuis is nog steeds aanwezig in Lith, evenals de legendarische veerpont. Ook het wiel bestaat nog, zij het zonder snoek. De meanderende Maas is echter rechtgetrokken.
In 1958 is deze roman op locatie verfilmd.